# Neciclopedia
Neciclopedie este un site - parodie Wikipedia. Versiunea din limba engleză are peste 25.000 de articole, al doilea este proiectul portughez Desciclopédia, care are peste 26.000 de pagini de conținut. Neciclopedia în limba română cuprinde peste 150 de articole. Denumirele proiectului diferă de la o limbă la alt: astfel, în rusă se numește Absurdopedia (Абсурдопедия); suedeză – Psyklopedin; poloneză – Nonsensopedia; italiană – Nonciclopedia etc. Logo-ul Neciclopediei reprezintă un cartof.
Există și o variantă „moldovenească” - Neciclopedia sau Uncyclopedia moldovenească.